# Nüssli Gruppe
Die Nüssli Gruppe (Eigenschreibweise NÜSSLI) mit Sitz in Hüttwilen ist eine auf Veranstaltungs- und Sonderbau spezialisierte, international tätige Schweizer Unternehmensgruppe.
Nüssli plant und baut weltweit Infrastrukturen in Temporär- und Schnellbauweise für Veranstaltungen und Einrichtungen in den Bereichen Sport, Kultur und Business. Dazu gehören Stadien, Bühnen, Tribünen, Eventstrukturen, Overlay-Eventinfrastrukturen, Pavillons, Hallen, Museen und Showrooms, Sonderkonstruktionen sowie Lösungen und Objekte für den Innenausbau.
Nüssli ist weltweit an 20 Standorten vertreten sowie projektweise oder mit Partnern tätig. In den übrigen Ländern ist das Unternehmen projektweise oder mit Partnern tätig. Die Nüssli Gruppe beschäftigt insgesamt rund 425 fest angestellte Mitarbeiter. Die Personalkapazität kann sich bei Grossprojekten zeitweise verdoppeln.

## Geschichte
Das Unternehmen wurde 1941 von Heini Nüssli (1919–2011) als Zimmerei in Hüttwilen gegründet. Heini Nüssli heiratete 1949 Germaine, geborene Sprenger (1922–2009), die ihr Vermögen in das Betriebskapital einbrachte und ihren Mann tatkräftig unterstützte.
1958 stieg das Unternehmen in den Gerüstbau ein und begann im Jahr darauf mit der Vermietung und Montage von Tribünen und Bühnen aus Holz und Stahlrohr. 1961 baute Nüssli in Zug erstmals die Tribünenanlage für das Eidgenössische Schwing- und Älplerfest (ESAF). In der Folge entwickelte Nüssli neue Gerüst-, Bühnen- und Tribünensysteme.
Nüssli tätigte ab den 1980er-Jahren mehrere Übernahmen und gründete Tochtergesellschaften im Ausland. Das erste internationale Projekt war die Bühne für das Pink-Floyd-Konzert The Wall in Berlin im Jahr 1990. In den 2000er-Jahren verstärkte sich die internationale Expansion, und Nüssli stieg in den Messebau ein. 2007 verselbständigte das Unternehmen die Sparte Gerüstbau unter dem Namen xBau und konzentriert sich seitdem auf den Event- und Ausstellungsmarkt. 2014 integrierte Nüssli das deutsche Messebauunternehmen Ambrosius mit Sitz in Frankfurt am Main in die Unternehmensgruppe. Im gleichen Jahr verliessen 40 Mitarbeitende das Unternehmen Nüssli und gründeten in Frauenfeld die Adunic AG, die sich auf hochwertige Event- und Pavillonbauten spezialisierte. Vier Jahre später schlossen sich Nüssli und Adunic wieder zusammen und integrierten die neu gegründete Nüssli Adunic AG als Geschäftseinheit innerhalb der Nüssli Gruppe.
2016 feierte das Unternehmen sein 75-jähriges Bestehen und baute zum 20. Mal die temporäre Schwingfest-Arena für das ESAF in Estavayer-le-Lac. Mit 52'016 Plätzen war die Arène de la Broye damals die weltweit grösste temporäre Tribünenanlage für eine dreitägige Veranstaltung. Das Schweizer Fest wurde 2019 noch grösser gefeiert: 56’500 Zuschauerinnen und Zuschauer verfolgten das eidgenössische Schwingfest in Zug live auf der Tribüne mit.
2024 übernahm Nüssli eine Schreinerei in Oberneunforn TG: Aus der Ruba Objekteinrichtungen AG und den eigenen Produktionseinheiten Schreinerei, Holzbau und Metallbau gründete Nüssli die eigenständige Tochtergesellschaft Ruba Objektbau AG.

## Tätigkeitsgebiete

### Tribünen, Stadien, Arenen
Nüssli hat mehrere modulare Bausysteme entwickelt, die vor allem im Tribünen- und Stadionbau zum Einsatz kommen.
- Temporäre Eventstätten mit Tribünen und Grossleinwänden für die Fan-Feste der Fussball-WM 2006 in Deutschland; anderem in Nürnberg, Frankfurt am Main und Berlin (die Adidas World of Football und die Bundestagsarena[15]).
- Alljährlich seit 2011: Tribünenanlage für The Royal Edinburgh Military Tattoo, das grösste Musikfestival Schottlands. Die temporär errichtete und genutzte Anlage gilt aufgrund ihrer Konzeption als stationäres Bauwerk und wegen der schwierigen Montagelogistik in und um die Mauern des historischen Schlosses als einzigartig.[16]
- Temporäres Stadion Lena-Arena (airberlin world) als Ausweichspielstätte für den Fussballclub Fortuna Düsseldorf. Er nutzte das mobile Fussballstadion im Jahr 2011 für drei Heimspiele, weil gleichzeitig der Eurovision Song Contest 2011 in der Esprit Arena stattfand.[17]

### Bühnen
Bühnen und Kulissen für Opern, Rock-/Popkonzerte und Freilicht-Theateraufführungen sowie Bühnen für Sportveranstaltungen und Firmenevents realisiert Nüssli auf der Grundlage eines modularen Bühnensystems.
- Seit 2006: Freilichtbühne[18] für die St. Galler Festspiele im UNESCO-Weltkulturerbe Klosterbezirk in St. Gallen
- Das Bühnensystem lässt sich auch im Wasser aufbauen: Thunerseespiele in Thun, Schweiz (seit 2003).

In den letzten Jahren begann sich das Unternehmen im Bereich Bühnenbau zunehmend auf grosse Bühnenlandschaften für Open-Air-Festivals zu fokussieren:
- Openair Frauenfeld
- Electric Zoo Festival in New York City
- Electric Love in Salzburg
- Nature One Festival auf der ehemaligen Raketenbasis Pydna bei Kastellaun, Deutschland

Eine der grössten Bühnen Europas plante und baute Nüssli 2016 für die 100-Jahr-Feier des Automobilherstellers BMW im Münchner Olympiastadion. Sie war befahrbar und mit zwei Drehscheibenausgestattet.

### Eventstrukturen, Overlay
Bei grossen Sport- und Kulturveranstaltungen erstellt Nüssli Machbarkeitsstudien, plant den Bedarf sowie die Art der benötigten Infrastrukturbauten und setzt sie um. Dazu gehören auch Konstruktionen wie Medientürme, Podeste, Plattformen, Treppen, Brücken, Torbogen und Rampen.
- In Lausanne (2013), München (2016) und Marseille (2017): Eispiste mit Steilkurven und Sprungschanzen für die Actionsportevents Red Bull Crashed Ice
- Eine Big Air-Rampe mit 49 m Höhe und 120 m Länge realisierte Nüssli für den Europa Doppelweltcup 2016 im Big Air Freestyle in Mönchengladbach
- Freestyle-Skiing-Weltcup 2016/17 mit Big Air Freestyle in Mönchengladbach: Big-Air-Rampe mit 49 m Höhe und 120 m Länge
- 2021, Sandwell Aquatics Centre: komplett ausgestattetes, demontierbares Gebäude mit 50 m langem temporärem Trainingsbecken, Schwimmbadeinrichtung und Tribüne mit 4000 Sitzplätzen
- European Championships 2022 in München: Bühnen und Tribünen sowie Eventbauten[20] wie LED-Wände, Kamera- und Kommentatorenpodeste im Olympiapark, im Olympiastadion, in der Innenstadt, an der Messe München und entlang der Regattastrecke
- Big Air Festival Chur, seit 2021: 140 Meter lange Sprungschanze[21] sowie eine Musikbühne und Festivalinfrastruktur

### Eventhallen
Temporäre Hallen werden als Veranstaltungsorte für Business-Events sowie für Sport- und Kulturveranstaltungen genutzt. Sie stellen beispielsweise eine Übergangslösung dar, wenn die eigene Veranstaltungs- oder Spielstätte nicht zur Verfügung steht.
- 2010 bis 2012: temporäres Theater Ewigi Liebi in der WankdorfCity in Bern für die Aufführungen des Musicals Ewigi Liebi

- Temporärer Theaterkubus auf dem Waisenhausplatz[22] in der Berner Altstadt für die Aufführungen der Saison 2016 während der Sanierung des Konzert Theaters Bern
- Planung und dem Bau des temporären Eisstadions[23][24] Patinoire de Malley 2.0 für den HC Lausanne in der Spielsaison 2017/2018 als Interimsstadion bis zur Fertigstellung des neuen Heimstadions Patinoire de Malley

### Sonderbauten
Interimslösungen und Sonderbauten kommen dann zum Einsatz, wenn die Zeit für die Realisierung sehr knapp bemessen ist oder die Nutzungsdauer des Gebäudes noch unklar ist. Als modulare Lösung können die Bauten rasch geplant und realisiert sowie später erweitert, angepasst oder verschoben werden.
- Andermatt Konzerthalle mit modernster Technik, 650 Sitzplätzen und Bühne für ein 65-köpfiges Orchester. Das Konzerthaus erhielt den International Architecture Award 2022 in der Kategorie Museen und Kulturbauten.
- Multifunktionale Veranstaltungshalle[25] KIA Metropol Arena in Nürnberg für Sport- und Kulturveranstaltungen mit bis zu 4000 Zuschauern
- Einfachturnhalle[26] für die Sekundarschule Allschwil (CH) als nachhaltiges Provisorium, gebaut innerhalb von sechs Wochen
- Interimslösung für die Stadt Albstadt für den Schul- und Vereinssport: Sporthalle[27] in Leichbau-Stahlkonstruktion für eine 10-jährige Nutzung und länger
- Interimslösung[28] in nachhaltiger Modulbauweise für das Personalrestaurant der Swiss Re im Jahr 2019
- Entwicklung einer unsichtbaren Konstruktion zwischen den fünf Geschossen des Gebäudes und der Fassade zur Optimierung der Raumakustik sowie Möbel aus innovativen Materialien für den 2019 eröffneten Swatch-Hauptsitz in Biel
- 2021: Isarphilharmonie im Interimsquartier Gasteig HP8 des Münchner Kulturzentrums; mit hochwertiger Akustik. Die temporären Bauten wurden für den Polis Award für urbanes Flächenrecycling 2022 nominiert.
- Erste 8-fach-Sporthalle[29] als Teil eines Massnahmenplans zur Sanierung des Schulzentrums am Berliner Ring in Monheim; in vorgefertigter Elementbauweise im Jahr 2024 errichtet
- Temporäres, multifunktionales Theatergebäude für 850 Personen für die Spielzeit 2025/2026 während der Sanierung des Opernhauses in Kassel[30]

### Messestände
Nüssli realisierte die ein- oder mehrgeschossigen Messestände vorwiegend in individueller Bauweise. Die Komponenten für die Markenauftritte wurden in den Produktionsstätten in der Schweiz, in Deutschland und in Tschechien hergestellt. Mit dem Rückgang der Messen verlor der Messebau für Nüssli an Bedeutung.
- Messestand für den Auftritt des japanischen Uhrenherstellers Seiko auf der Uhren- und Schmuckmesse Baselworld, konzipiert für den wiederholten Aufbau in den Jahren 2013 bis 2018
- Markenauftritte verschiedener Automobilhersteller auf der IAA in Frankfurt am Main; unter anderem einen Messestand mit befahrbarem Rundkurs für BMW im Jahr 2009 sowie eine zweistöckige Messehalle für Audi in den Jahren 2011, 2013 und 2016.

### Museen, Ausstellungen
Vitrinen und Ausstellungsbauten plant und fertigt Nüssli nach den Entwürfen von Architekten oder Szenographen in individueller Bauweise.
- Dauerausstellung Galerie Sammlungen des Schweizerischen Nationalmuseums, 2009: Präsentationsflächen, Vitrinen und Teilumbauten
- Themenwelt Sasso San Gottardo[31], 2012, auf 8000 m2 Fläche In den Stollen und Felskavernen im Inneren des Gotthardmassivs
- Zwei Museen zum Thema Fussball: das FIFA World Football Museum in Zürich und das Deutsche Fussballmuseum in Dortmund
- Jüdische Geschichte und Gegenwart in einer Dauerausstellung im Jüdischen Museum Berlin, 2020
- KTM Motohall, 2020: museale Innengestaltung der Markenwelt nach Plänen von Atelier Brückner ab. Die Ausstellung erhielt 2021 eine Special Mention in der Kategorie Excellent Architecture / Fair and Exhibition des German Design Award
- Deutsches Bergbau-Museum DBM, 2018: neu konzipierter Ausstellungsbereich auf rund 1000 m2 Fläche. Die Ausstellung wurde 2020 mit dem German Design Award for Excellent Architecture / Fair and Exhibition ausgezeichnet.
- Holcim Innovation Hub in Lyon[32], Realisierung des Markenraumes inklusive Ausführungsplanung, Innenausbau und Ausstellungsbau nach dem Konzept von Voss+Fischer
- CERN Science Gateway[33], Ausstellungsbau und Möblierung im neuen Ausstellungsbereich Acceleration & Collide im Besucherzentrum

### Pavillons, Roadshows
Pavillons werden für Weltausstellungen, internationale Markenpräsentationen, Roadshows oder für Sponsorenauftritte eingesetzt.
Seit der Expo 2000 in Hannover realisiert Nüssli Pavillons für die Auftritte von Ländern und Organisationen.
- Expo 2015 in Mailand; Pavillons Kuwait, USA, Deutschland, Schweiz, Mexiko, Spanien, Coop, Vanke und italienischer Wein
- Expo 2020 in Dubai; Pavillons, Deutschland, Österreich, Kasachstan, Luxemburg, Baden-Württemberg Haus, Weissrussland, China, Monaco und Ausstellungen in den Pavillons von Japan und Frankreich
- Expo 2025 in Osaka; Pavillons der Schweiz, Österreichs, Kuwaits und Usbekistans

Auch Marken, Kunst und Unternehmen nutzen Pavillons für kurz- und langfristige Einsätze:
- Restaurant-Pavillon The Cube[34] auf den Dächern von Wahrzeichen der Städte Brüssel, Stockholm, London und Mailand platziert; Roadshow von Electrolux 2011/2012

- 2019: Verspiegeltes Chalet Mirage Gstaad von Künstler Doug Aitken im Rahmen der Kunstausstellung Elevation 1049 in Gstaad
- 2023; Holzneubau mit Shop und Café als Besucherzentrum der Saline Schweizerhalle[35] in Pratteln

### Produktion
Die Nüssli Produktionsstätten Nüssli für Holzbau, Schreinerei und Metallbau an den Standorten in der Schweiz und in Tschechien unterstützen die Projektumsetzung. Zu ihren Aufgaben gehören statische Berechnungen, CAD-Visualisierungen und die Fertigung der Bauteile. Der Produktionsstandort in der Schweiz, die RUBA Objektbau AG, hat sich auf Innenausbauten in den Bereichen Gastronomie und Hotellerie, Arbeits- und Wohnbereich sowie Holz- und Metallbau spezialisiert. Die eigenständige Tochtergesellschaft realisiert Aufträge für Projekte der Muttergesellschaft Nüssli und beliefert auch direkt eigene Kunden.
- Die Holzskulptur Endless Stair[36] aus 15 Treppenläufen war von der Idee an die Penrose-Treppe von M.C. Escher inspiriert. Die Skulptur war 2013 in London, Mailand und Zürich aufgebaut.
- 2013: Umsetzung des Scheiterturm von Tadashi Kawamata aus 170 Ster Holzscheiten, mit 9 Meter Höhe, in der Kartause Ittingen
- 2019–2020: Ausstattung der Flexoffice-Büro in Zürich, Basel und Genf mit Inneneinrichtungen aus Holz, Wandverkleidungen, Theken, Tischen, Bänken, Kabinen
- 2020: Tische, Bänke, Kabinen, Metallkonstruktionen für die Bar und Wandverkleidungen des Restaurants Sablier Rooftop, Zürich

## Auszeichnungen und mediale Aufmerksamkeit
Nüssli ist weltweit im Stadionbau tätig und errichtet Eventbauten mit Tribünen und Bühnen, temporäre Ausstellungsbauten, Pavillons und Hallen. Auch Holzbau, Metallbau und Innenausbau gehören zum Firmenprofil. Die Firma und ihre Projekte sind international ausgezeichnet und prämiert. Unter anderem
- für den Deutschen EXPO-Pavillon 2010 mit dem red dot design award und dem ADAM und EVA Award der FAMAB
- mit dem goldenen ISEM Award[37] für die Planung der temporären Eventinfrastrukturen an allen zehn Austragungsorten der Fussball-Weltmeisterschaft in Südafrika 2010
- mit dem Red Dot Award für die Gestaltung des AUDI-Messeauftritts auf der IAA Frankfurt am Main 2013 und 2015
- mit dem Emporia Award 2018 für die Veranstaltungsinfrastruktur der Barcelona Open Banc Sabadell, der Trofeo Conde de Godo und der World Padel Tour* mit dem Award für Nachhaltigkeit im Sport für die Overlay-Leistungen bei der Leichtathletik-EM in München
- mit einem Top-3-Platz beim Export-Award Switzerland Global Enterprise 2023[38]

Die Firma und ihre Projekte werden wegen ihrer besonderen Bauweise in den Medien umfassend rezipiert und Nüssli dabei als „Spezialist“ bezeichnet. In den Medien wurde etwa über den Bau der Crystal Hall in Baku  berichtet. Und 2020 erhielt Nüssli mediale Aufmerksamkeit aufgrund der Umsetzung von zehn Pavillons auf der Expo 2020 in Dubai. Insbesondere auch Fachmedien für Bauen und Architektur berichteten über das Projekt Isarphilharmonie, den Interimsbau für die Kultur.